# Una giornata nell'antica Roma
Una giornata nell'antica Roma, sottotitolato Vita quotidiana, segreti e curiosità, è un saggio scritto da Alberto Angela nel 2007. Ideato per essere un long seller, ha avuto un enorme successo diventando un best seller. Il libro è strutturato in 49 capitoli (più l'introduzione), ciascuno focalizzato su un particolare momento della vita quotidiana degli antichi romani (patrizi, plebei, schiavi o liberti) ai tempi del Principato di Traiano, cioè nel periodo di massimo splendore dell'Impero.
Non mancano inoltre diverse sezioni di approfondimento ai capitoli, chiamate Curiosità.
Il naturale proseguimento si ha con il libro Impero. Viaggio nell'Impero di Roma seguendo una moneta (che riprende il discorso del precedente saggio, ambientato nella città di Roma, spostando l'ambientazione in vari luoghi dell'Impero) seguito infine da Amore e sesso nell'antica Roma (che ripercorre in parte i due saggi precedenti, ma dal punto di vista della sessualità dei Romani), che conclude idealmente la trilogia.